# Inundațiile din Tbilisi din 2015
O inundație majoră a avut loc în valea râului Vere din Tbilisi, capitala Georgiei, în noaptea de 13 spre 14 iunie 2015. Au rezultat cel puțin 19 morți și a afectat, printre altele, Grădina Zoologică din Tbilisi, omorând sau eliberând aproape jumătate din animale.

## Condiții
Râul Vere, un afluent pe partea dreaptă a râului Kura, curge prin cartierele Vake și Saburtalo ale Tbilisiului. Este caracterizat de viituri periodice, care transformă acest pârâu liniștit într-un torent, provocând inundații semnificative în 1960, 1963, 1972 și 1995. În 1972, inundația a omorât câțiva oameni și a inundat complet Grădina Zoologică.

## Pagube și morți

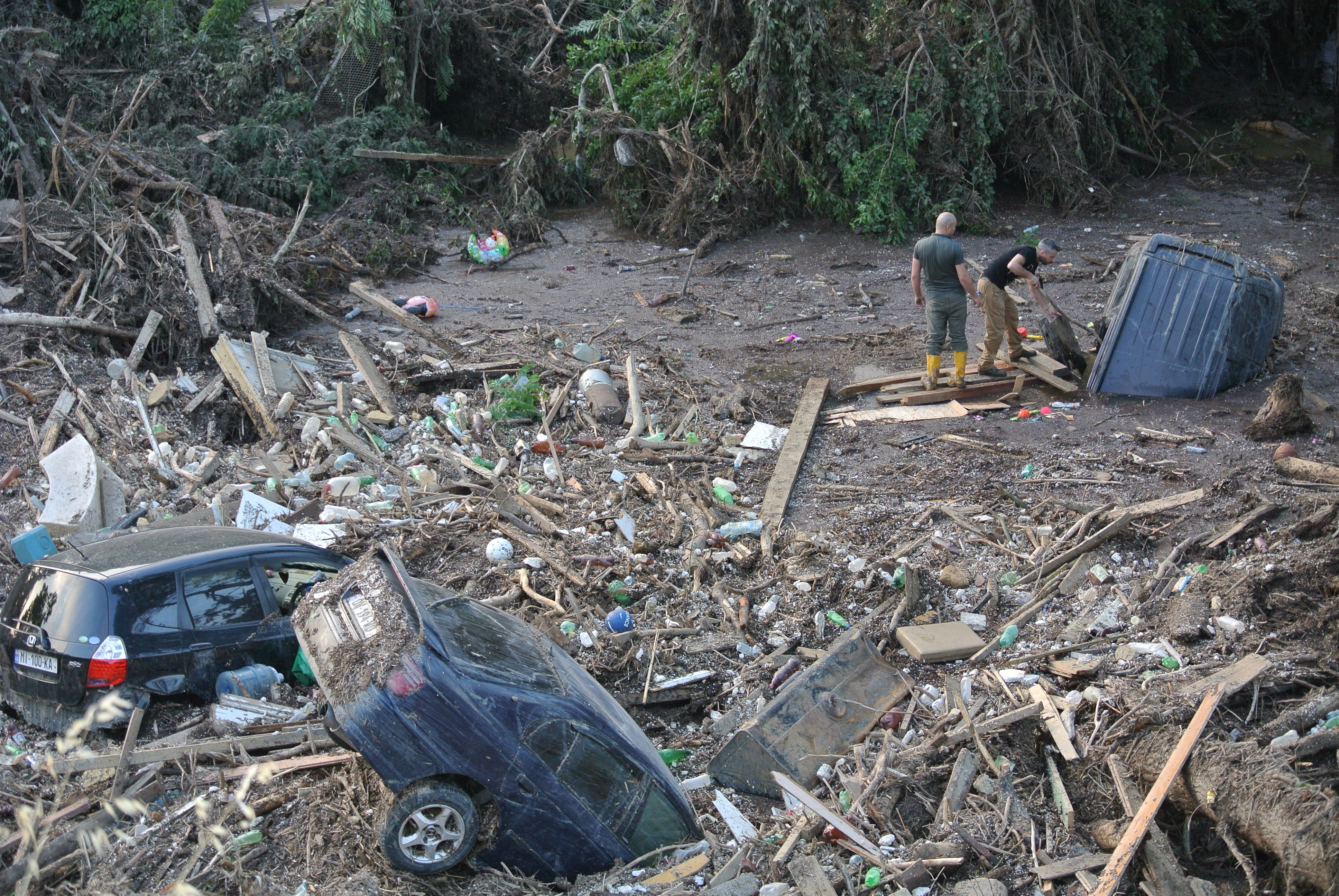
Râul Vere după inundație

După ore de ploaie torențială, o alunecare de teren cărând 1 milion de m³ de pământ și noroi a îndiguit râul Vere, aproape de satul Akhaldaba, la aproximativ 20 de kilometri la sud-vest de Tbilisi. Inundația rezultată a adus mari pagube Grădinii Zoologice din Tbilisi, unei autostrăzi care trecea prin valea râului Vere și caselor învecinate, provocând cel puțin 19 morți, inclusiv 3 lucrători la grădina zoologică. Unul dintre ei, o femeie de 56 de ani, se întorsese recent la muncă după ce a avut un braț amputat cu două săptămâni în urmă, după ce un tigru i l-a mușcat.
Aproximativ 36 de persoane au suferit leziuni ușoare spre moderate; mulți au fost externați din spital în aceeași zi. Din cele 24 de persoane date dispărute pe 14 iunie, 6 au rămas negăsiți până pe 16 iunie. Mai mult de 40 de familii au rămas fără domiciliu și 22 000 au rămas fără electricitate. Guvernul georgian estimează pagubele preliminare de la 40 000 000 la 100 000 000.

## Animalele scăpate în străzi
Grădina Zoologică din Tbilisi a pierdut aproape 300 de animale, adică aproape jumătate din ele. Majoritatea au fost omorâte de inundație. Un hipopotam, feline mari, lupi, urși și hiene au scăpat din cuștile distruse și au ajuns în străzile din Tbilisi. Un echipaj de poliție le-a adunat. Unele din ele au fost omorâte sau capturate și aduse înapoi. S-a filmat cum hipopotamul scăpat a ajuns la Piața Eroilor, unul din nodurile de circulație importante din Tbilisi. Acolo a fost tranchilizat. Pe 17 iunie, un tigru alb a atacat și a rănit mortal un om într-un depozit aflat în apropierea grădinii zoologice. Tigrul a fost, în cele din urmă, împușcat de poliție. Un pinguin african a fost găsit la granița Podul Roșu dintre Azerbaijan și Georgia, după ce a înotat 60 de kilometri din Tbilisi.

## Răspunsuri

### Locale

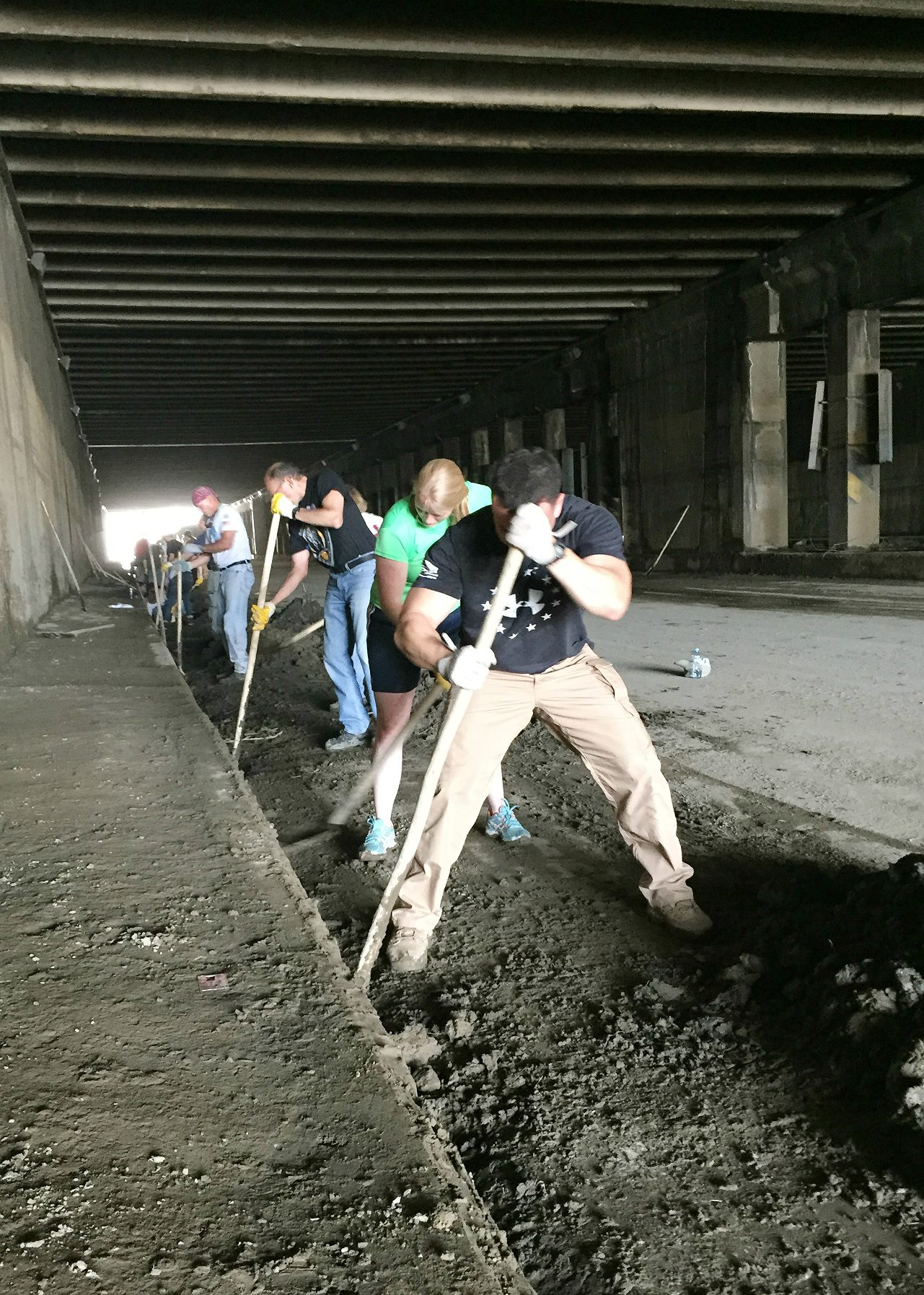
Angajații de la Ambasada Statelor Unite ale Americii se alătură voluntarilor în lucrările de curățare.

Poliția, serviciile de urgență și Forțele Armate Georgiene au fost mobilizate pentru salvarea victimelor. Au fost ajutate de sute de voluntari locali Oamenii prinși de inundație au fost ridicați cu elicopterul.
Ziua de 15 iunie a fost declarată zi de doliu național în Georgia. Președintele Giorgi Margvelașvili a spus că va aloca fonduri din Fondul Discreționar al Președintelui pentru a ajuta familiile afectate. În slujba sa de duminică, Patriarhul Georgiei Ilia III, capul Bisericii Ortodoxe Georgiene, a afirmat că inundația a fost provocată de păcatele fostului regim comunist, care, a spus el, a construit Grădina Zoologică din bani obținuți din distrugerea bisericilor și topirea clopotelor lor.

## Galerie

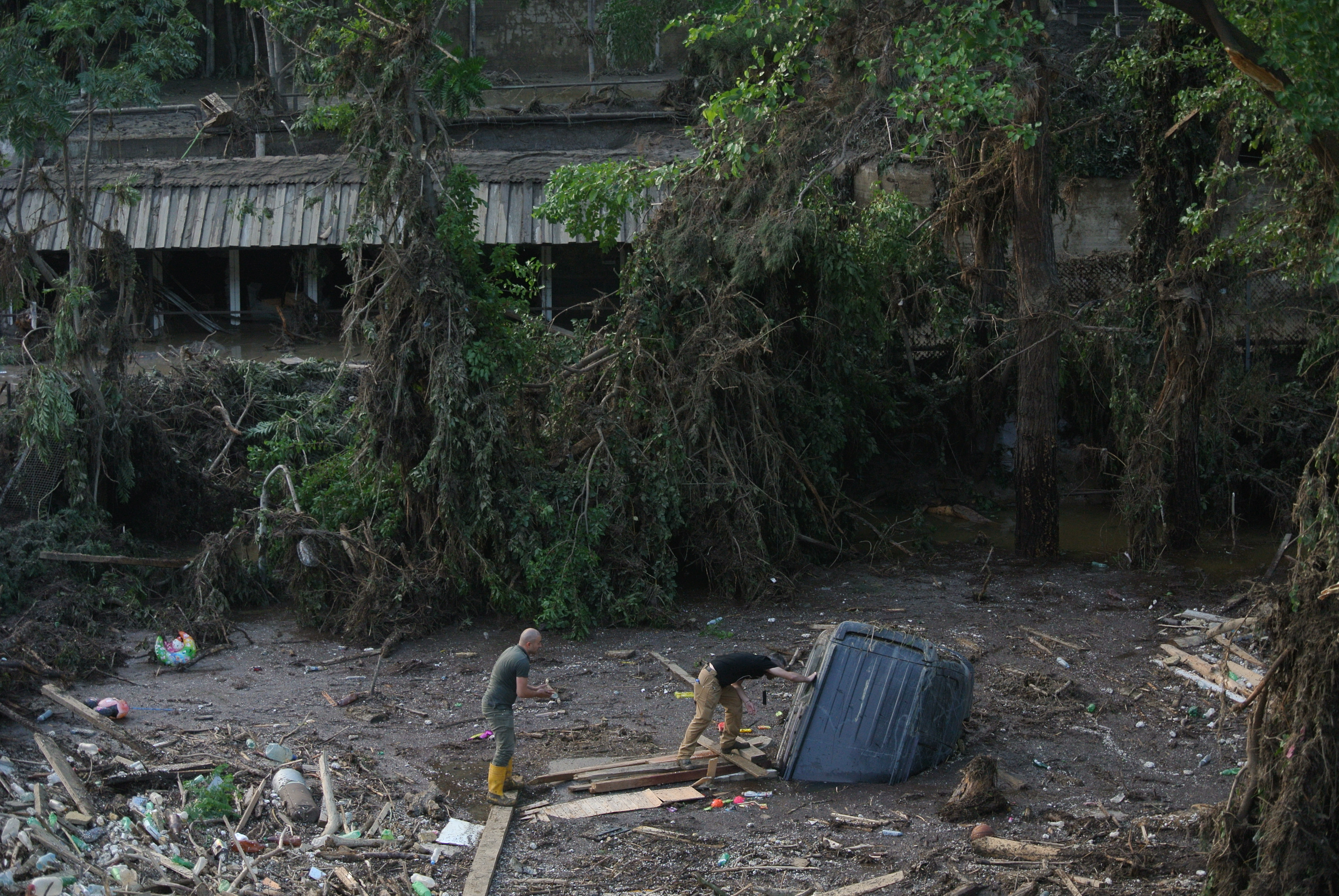
Grădina zoologică după inundație
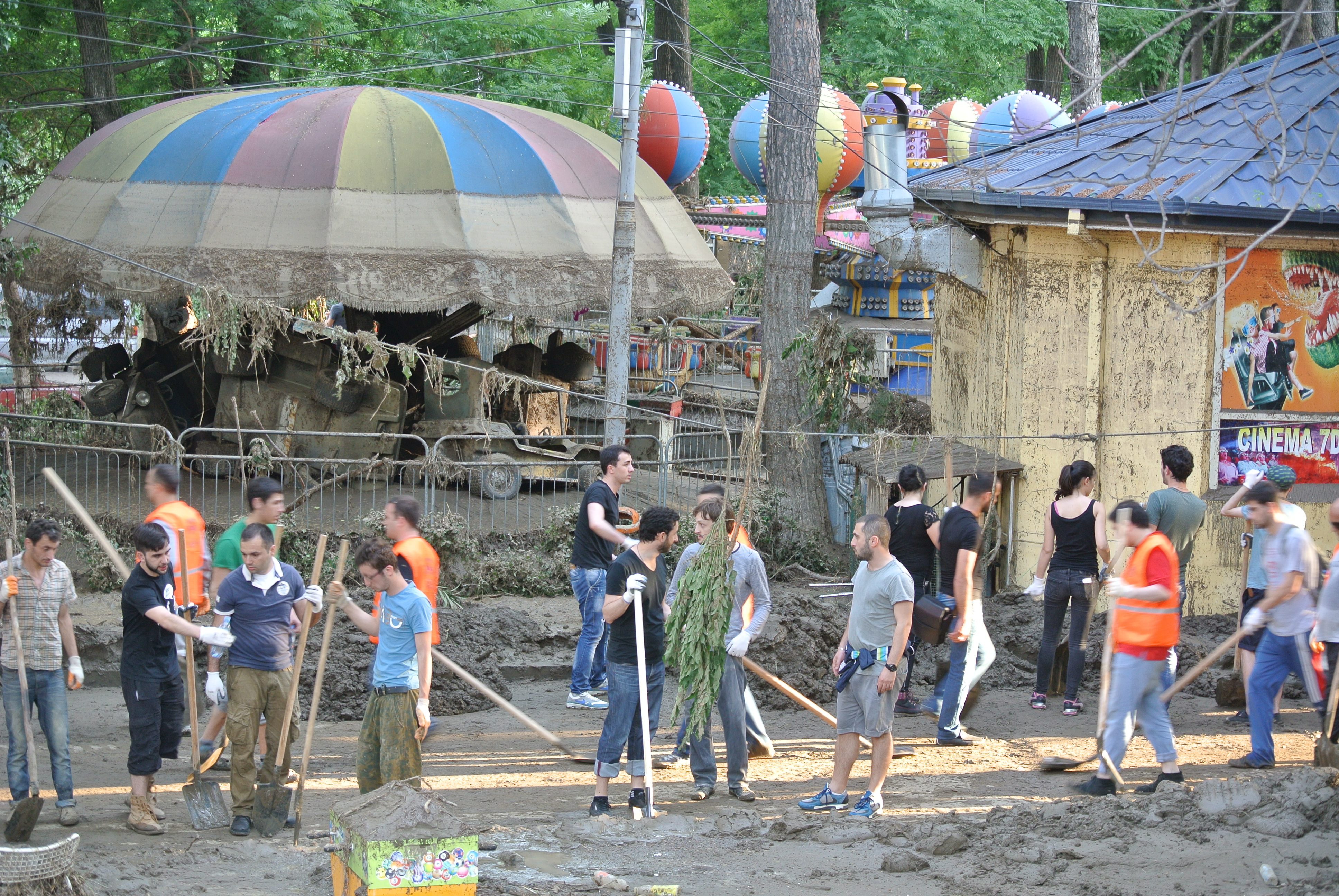
Grădina zoologică după inundație
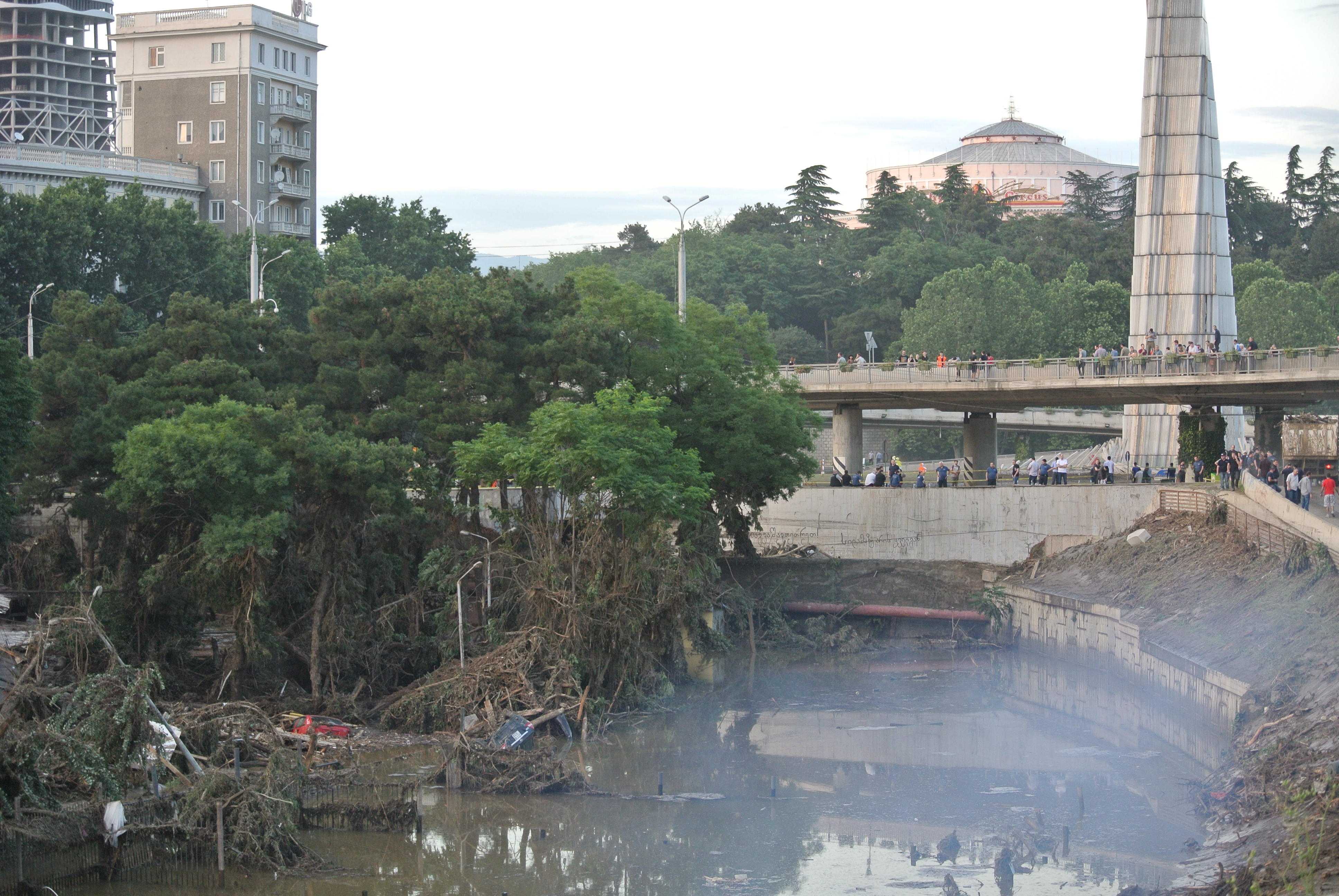
După inundație
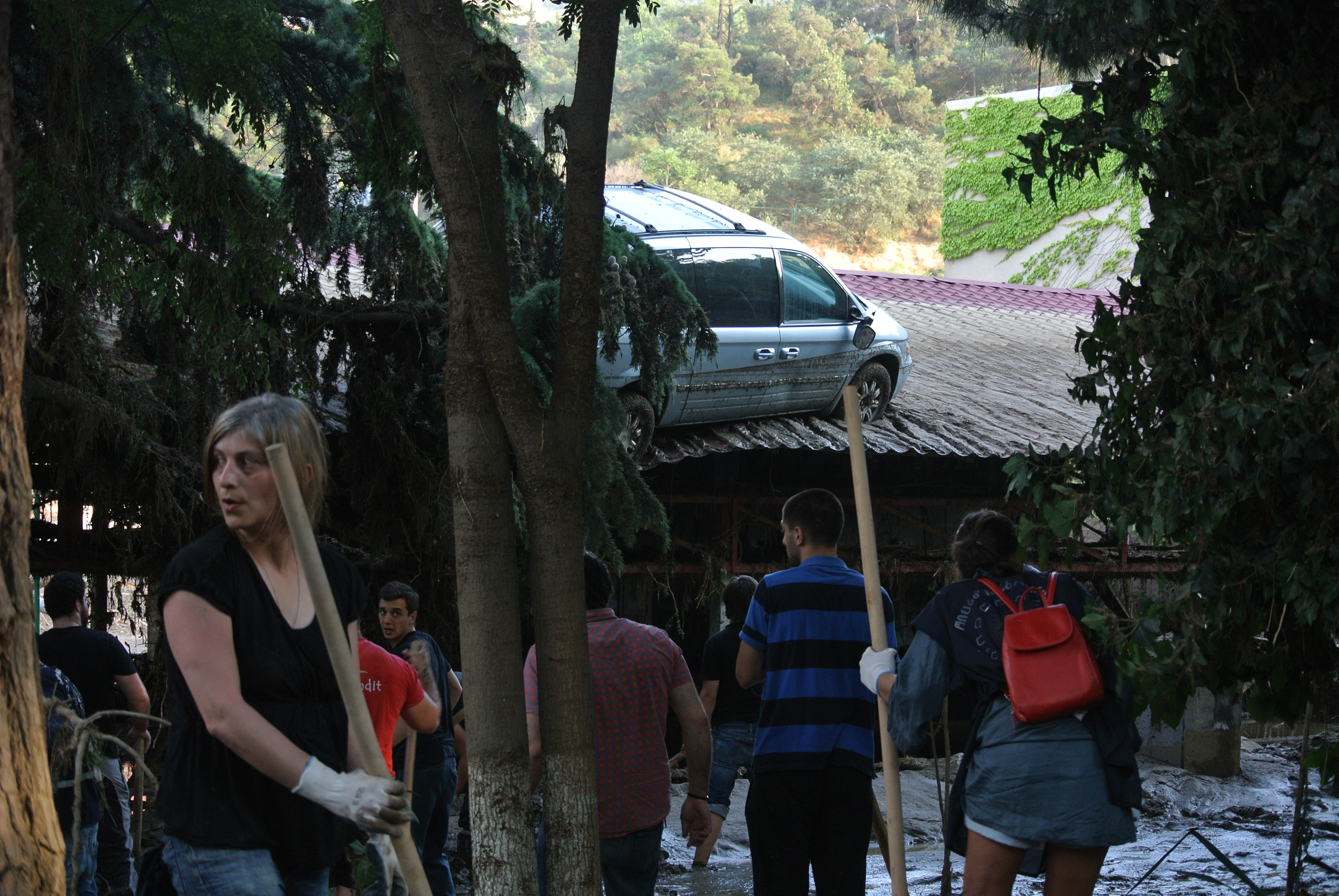
În incinta grădinii zoologice după inundație